# Himalayawitbrauwroodmus
De Himalayawitbrauwroodmus (Carpodacus thura) is een zangvogel uit de familie Fringillidae (Vinkachtigen).

## Verspreiding en leefgebied
Deze soort komt voor in de Himalaya en telt 2 ondersoorten:
- Carpodacus thura blythi: noordoostelijk Afghanistan en de westelijke Himalaya.
- Carpodacus thura thura: centrale en oostelijke Himalaya en zuidoostelijk Tibet.